# كوميكو هيجا
كوميكو هيجا (باليابانية: 比嘉久美子) مواليد 29 أكتوبر 1978م، هي مؤدية أصوات يابانية.

## الأعمال

### أنمي
- دي جرايمان
- جينتاما
- الزئير التكتيكي
- تسوباسا كرونيكل

## وصلات خارجية
- كوميكو هيجا على موقع IMDb (الإنجليزية)
- كوميكو هيجا على موقع ANN person (الإنجليزية)